# Gizmodo
Gizmodo es un weblog de tecnología que trata temas sobre electrónica de consumo. Fundado en 2002, fue editado originalmente por Peter Rojas hasta que este fue reclutado por Weblogs, Inc. para lanzar un blog de tecnología similar, Engadget. Ya para mediados de 2004, Gizmodo y Gawker Media lograron sus primeros ingresos que ascendieron a aproximadamente $6500 mensuales.

## Historia

### Como parte de Gawker Media
En 2005, VNU y Gawker Media formaron una alianza para republicar Gizmodo a lo largo de Europa, en donde VNU se encargaría de traducir el contenido del sitio al francés, alemán, neerlandés, español, italiano y al portugués, a la vez que añadiría material de interés más local.
En 2006, Gizmodo Japón fue lanzado por Mediagene, con contenidos adicionales en japonés; en abril de 2007, Allure Media lanzó Gizmodo Australia, bajo licencia de Gawker Media e incorporando contenido australiano adicional. En noviembre del mismo año, HUB Uitgevers se hizo cargo de la licencia de la revista holandesa.
En septiembre de 2008, Gizmodo Brasil fue lanzado con contenido en portugués
En febrero de 2011, Gizmodo se sometió a un importante rediseño, y en septiembre, Gizmodo UK fue lanzado con Future, para cubrir las noticias británicas.

### Como Gizmodo Media Group y G/O Media
Gizmodo fue uno de los seis sitios web adquiridos por Univision Communications en su adquisición de Gawker Media tras su bancarrota en agosto de 2016, y fue considerado el sitio web insignia del Gizmodo Media Group. A principios de 2019, este grupo fue vendido a Great Hill Partners, que formó G/O Media como propietario, incluyendo en su portafolio títulos como Kotaku, Deadspin, Jezebel, The Onion y otros sitios web hermanos. El exejecutivo de Forbes Jim Spanfeller se convirtió en el CEO de G/O Media.
En agosto de 2023, Gizmodo despide a todo el personal de su sitio en español que es reemplazado por una IA que traduce los artículos de la edición inglesa.

## io9
io9 es un blog lanzado en 2008 que cubre temas relacionados con la ciencia ficción y el futurismo. Fue creado como parte de Gawker Media, con Annalee Newitz como su redactora jefa. En 2015, io9 fue integrado a Gizmodo, con Newitz pasando a ser redactora jefa de todo el sitio. El personal de io9 continuó con Gizmodo y continuó publicando artículos sobre temas cubiertos por el sitio web, incluyendo ciencia ficción, fantasía, futurismo, ciencia, tecnología y astronomía.